# There's a Kind of Hush
There's a Kind of Hush är en poplåt skriven av Les Reed och Geoff Stephens. Den spelades först in av Stephens projektgrupp The New Vaudeville Band på albumet Winchester Cathedral 1966. Låten blev sedan en stor transatlantisk hit i Herman's Hermits version som utgavs tidigt 1967. I USA kom den att bli gruppens sista stora pophit, och den amerikanska singelutgåvan hade den europeiska hitlåten "No Milk Today" som b-sida.
The Carpenters gav 1976 ut en version av låten på singel.

## Listplaceringar
| Lista (1967)   | Position                              |
| -------------- | ------------------------------------- |
| Australien     | 3                                     |
| Danmark        | 2                                     |
| Frankrike      | 21                                    |
| Irland         | 7                                     |
| Kanada         | 2                                     |
| Nederländerna  | 14                                    |
| Nya Zeeland    | 10                                    |
| Storbritannien | 7                                     |
| Sverige        | - (Testad på Tio i topp, ej inröstad) |
| USA            | 4                                     |
| Vallonien      | 30                                    |
| Västtyskland   | 26                                    |
| Österrike      | 19                                    |